# سد دیم
سد دیم (انگلیسی: Dim Dam) یک سد سنگی با سطح بتنی بر روی رودخانه دیم است که در ۱۲ کیلومتری شرق آلانیا در استان آنتالیا، ترکیه قرار دارد. این سد یک نیروگاه برق آبی ۳۸ مگاواتی را با آب تأمین می‌کند.